# Antonio Pucci
Antonio Pucci, italijanski škof in kardinal, * 8. oktober 1484, † 12. oktober 1544, Pistoia.

## Življenjepis
22. septembra 1531 je bil povzdignjen v kardinala.